# Abu Nuwas
Abū Nuwās al-Ḥasan ibn Hāniʾ al-Ḥakamī, conosciuto come Abū Nuwās (in arabo ابو نُوَاس‎?, in persiano ابونُوَاس‎, in latino Abu Novas; Ahvaz, 756 – Baghdad, 815), è stato un poeta arabo vissuto nell'VIII secolo.
Nato in territorio iranico da madre persiana e padre arabo appartenente a una delle antiche tribù arabe meridionali, yemenite. Fu condotto fanciullo a Bassora, e ivi crebbe e formò la propria educazione poetica. Divenuto trasmettitore (rāwī) del poeta Khalaf al-Aḥmar (733-796), assunse, il soprannome (kunya) di Abu Nuwas, Quello dai riccioli, ricalcato sugli antroponimi propri degli antichi re dello Yemen. Dopo un soggiorno a Kufa, si stabilì a Baghdad, dove non riuscì, in una prima fase a essere ammesso in presenza del califfo pur essendo entrato nella cerchia della potente famiglia dei Barmecidi. Abu Nuwas fu costretto a fuggire in Egitto per un periodo di tempo, dopo aver scritto una poesia elogiativa nei confronti dei Barmecidi, famiglia che verrà fatta massacrare dal califfo Hārūn al-Rashīd.
Tornò a Baghdad durante il califfato di al-Amin.
La sua fama nel mondo arabo fu grandissima, come testimonia la sua stessa presenza, accanto al califfo Harun al-Rashid, nelle Mille e una notte; altrettanto grande fu la sua influenza sulla posteriore poesia araba, di cui costituì uno dei modelli più imitati.
Abū Nuwās era omosessuale,
nei  suoi versi si legge di amore omosessuale (Ghazāl Mudhakkar), nei confronti del califfo al-Amin. I due sarebbero stati amanti, e fu proprio durante il califfato di al-Amin, che Abū Nuwās fu grande poeta. 
Gli altri temi principali delle sue opere furono i seguenti: la poesia di caccia (Tardyya) e la poesia bacchica (Khamariyya).
Linguisticamente, Abū Nuwās inaugurò la contaminazione del lessico con termini persiani o greci e sperimentò l'uso di metafore nella poesia. Le sue opere, tra cui il Diwan, riflettono l'evoluzione culturale del suo tempo, il linguaggio ricercato e moderno, impreziosito dall'uso di ricercati arcaismi.

## Poetica
L'opera di Abū Nuwās (letteralmente quello dal ciuffo, soprannome scelto dallo stesso poeta, che in realtà si chiamava al-Hasan ibn Hāni') si colloca nel quadro del vasto movimento di rinnovamento della poesia araba iniziato già in età omayyade, ma giunto a maturazione sotto i primi califfi abbasidi. Di tale rinnovamento - che concepiva la poesia come libera, immediata espressione e non più ripetizione di schemi e moduli linguistici della classica poesia del deserto - Abū Nuwās fu il maggiore artefice.
I temi principali della sua vasta opera, raccolta in un canzoniere (dīwān) di cui manca ancora un'edizione critica completa, sono prevalentemente quelli erotici e bacchici, trattati ora con delicata e persino malinconica sensibilità, ora con spregiudicato realismo, ora con tagliente ironia, inoltre abbondano scene di caccia con descrizioni di animali; ma non mancano qaṣīda alla vecchia maniera araba, satire, panegirici e addirittura, alla fine della raccolta, poesie ascetiche.

## Curiosità
In onore di Abū Nuwās è stato battezzato il cratere Abu Nuwas, sul pianeta Mercurio.